# HD 182038
HD 182038，又名BD-07 4942，SAO 143340、HR 7353，是一颗恒星，视星等为6.32，位于銀經29.88，銀緯-10.38，其B1900.0坐标为赤經19h 17m 40.4s，赤緯-7° -10.38′ 28″。